# パット&パター
『パット&パター』は、ゲームギア用の立体型ゴルフゲーム。1991年9月27日に発売された。立体型ゴルフゲームは他に、『カービィボウル』や、『ソニックラビリンス』などが発売されている。